# Urobarba exacta
Urobarba exacta är en fjärilsart som beskrevs av Joannis 1929. Urobarba exacta ingår i släktet Urobarba och familjen säckspinnare. Inga underarter finns listade i Catalogue of Life.